# Desa Panggarangan
Desa Panggarangan (indonesiska: Panggarangan) är en administrativ by i Indonesien.   Den ligger i provinsen Banten, i den västra delen av landet, 100 km sydväst om huvudstaden Jakarta.